# David Davis (jurist)
David Davis, född 9 mars 1815 i Cecil County, Maryland, död 26 juni 1886 i Bloomington, Illinois, var en amerikansk jurist och politiker. Han var domare i USA:s högsta domstol 1862–1877 och obunden ledamot av USA:s senat från Illinois 1877–1883.
Davis utexaminerades 1832 från Kenyon College och studerade sedan juridik först i Massachusetts och vidare i Connecticut. Efter att ha praktiserat som advokat i Bloomington tjänstgjorde han sedan som domare i Illinois från och med 1848. Han gick med i Republikanska partiet och var Abraham Lincolns kampanjchef i presidentvalet i USA 1860. President Lincoln utnämnde 1862 Davis till högsta domstolen där han 1866 blev berömd för motiveringen bakom domslutet i fallet Ex parte Milligan som upphävde Lambdin P. Milligans dödsstraff.
Davis sökte utan framgång nomineringen av Liberal Republican Party i presidentvalet i USA 1872. Partiet nominerade Horace Greeley som nominerades även av Demokratiska partiet. Greeley förlorade valet mot Ulysses S. Grant och avled den 29 november 1872 innan elektorskollegiet hade hunnit rösta om presidenten. 42 av Greeleys elektorer röstade på Thomas A. Hendricks, B. Gratz Brown fick 18 röster, tre röstade på Greeley i alla fall trots att han var död, två röstade på Charles J. Jenkins och David Davis fick en elektorsröst.
Davis kandiderade framgångsrikt till USA:s senat som obunden kandidat och avgick från högsta domstolen den 4 mars 1877. Han var tillförordnad talman i senaten, president pro tempore of the United States Senate, 1881–1883. Det fanns ingen vicepresident efter mordet på James Garfield och enligt den tidens regler var Davis först i successionsordningen skulle någonting hända Chester A. Arthur. Han fick uppdraget som en kompromiss i och med att han var obunden då det fanns lika många republikaner och demokrater i senaten. Efter en mandatperiod som senator bestämde sig Davis att lämna politiken och gick in för en pensionärstillvaro i Bloomington.
Davis avled 1886 och han gravsattes på Evergreen Cemetery i Bloomington. David Davis Mansion, Davis hus i Bloomington, har varit ett museum sedan 1960 och upptogs i National Register of Historic Places år 1972.